# Saint-Léon (Allier)
Saint-Léon é uma comuna francesa na região administrativa de Auvérnia-Ródano-Alpes, no departamento Allier. Estende-se por uma área de 34,33 km². Em 2010 a comuna tinha 556 habitantes (densidade: 16,2 hab./km²).